# Gedenkstätte Lüneburg

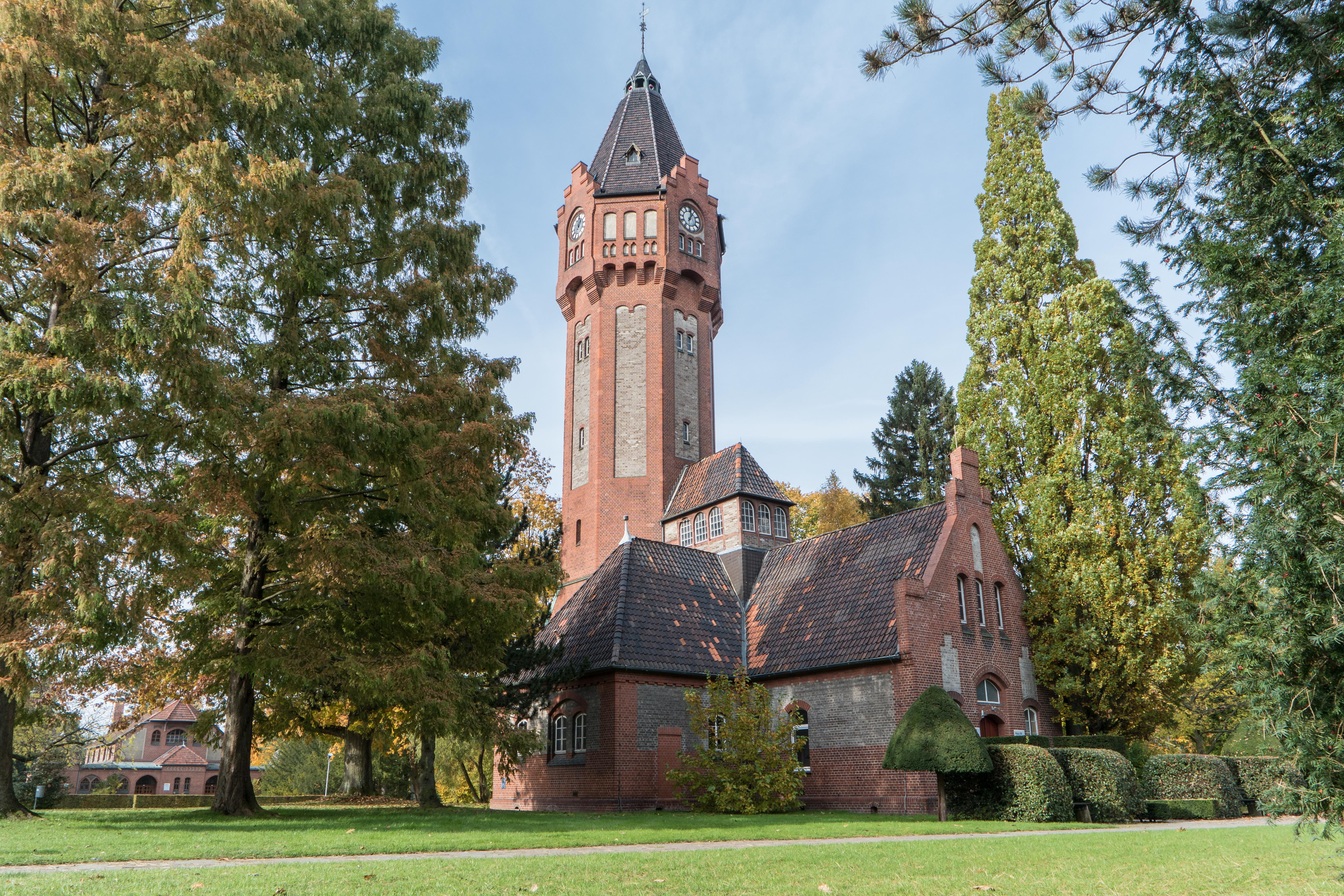
Gedenkstätte im ehemaligen Badehaus am Wasserturm

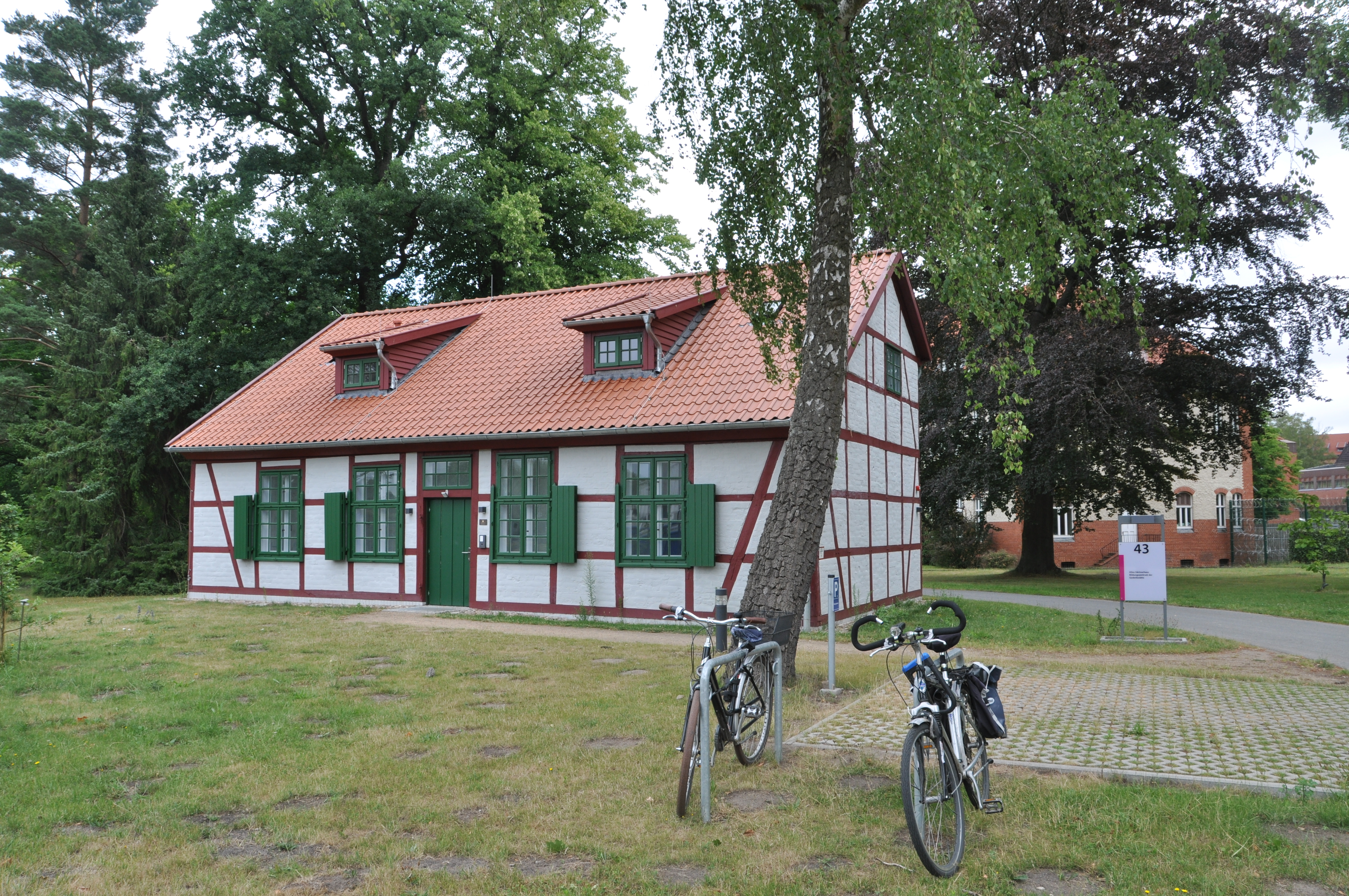
Bildungszentrum der Gedenkstätte im Alten Gärtnerhaus

Die „Euthanasie“-Gedenkstätte Lüneburg wurde am 25. November 2004 im denkmalgeschützten Badehaus am Wasserturm auf dem Gelände der Psychiatrischen Klinik Lüneburg eingerichtet. Die Anlage ist Teil der 1901 eröffneten Heil- und Pflegeanstalt Lüneburg, heute Psychiatrische Klinik Lüneburg. Die Gedenkstätte informiert über verschiedene Themen im Zusammenhang mit den nationalsozialistischen „Euthanasie“-Verbrechen.

## Die Geschichte der Gedenkstätte
Am 25. November 2004 wurde die Gedenkstätte im ehemaligen Badehaus der Psychiatrischen Klinik Lüneburg mit einer von Raimond Reiter und einer Arbeitsgruppe erarbeiteten Dauerausstellung eröffnet. Im Rahmen der Professionalisierung und Institutionalisierung der Gedenkstätte wurde ihre Förderung von der Stiftung niedersächsische Gedenkstätten sowie von der Beauftragten der Bundesregierung für Kultur und Medien übernommen.
2020 wurde ein zur Gedenkstätte dazugehöriges Bildungszentrum im ehemaligen „Gärtnerhaus“ eingeweiht. Die Gedenkstätte befand sich bis September 2022 in Trägerschaft des „Euthanasie“-Gedenkstätte Lüneburg e.V., bis sie in die Trägerschaft der neu gegründeten gemeinnützigen Bildungs- und Forschungsgesellschaft mit beschränkter Haftung der „Euthanasie“-Gedenkstätte Lüneburg überging. Zwischen Frühjahr 2023 und Sommer 2025 finden Umbaumaßnahmen zur Vergrößerung und Modernisierung der Gedenkstätte statt, die Eröffnung einer neuen Dauerausstellung ist für Sommer 2025 geplant. In ihrer pädagogischen Vermittlung setzt die Gedenkstätte Schwerpunkte auf Menschenrechtsbildung sowie Inklusion.
Zu den Besonderheiten der Gedenkstätte gehört der thematische Fokus auf die „Kinderfachabteilung“ Lüneburg, die im Oktober 1941 vom damaligen Ärztlichen Direktor Max Bräuner in den noch bestehenden Häusern 23 und 25 eingerichtet worden war. Die „Kinderfachabteilung“ war eine von insgesamt 31 reichsweiten Einrichtungen dieser Art, in denen etwa 5000 Kinder mit Behinderungen ermordet worden sind. Nachweisbar sind als Täter Willi Baumert, Max Bräuner und eine Pflegerin. Ein weiterer Themenschwerpunkt liegt auf der am 6. September 1944 in der Heil- und Pflegeanstalt Lüneburg eingerichteten „Ausländersammelstelle“ unter der Leitung von Dr. Rudolf Redepenning.

## Gedenkarbeit
Die „Euthanasie“-Gedenkstätte Lüneburg informiert in verschiedenen pädagogischen Formaten über folgende Themen:
- Geschichte der Heil- und Pflegeanstalt Lüneburg
- Geschichte der Psychiatrie vor 1933 und nach 1945
- Verfolgung und Stigmatisierung von Menschen mit psychischen Erkrankungen und Behinderungen im Nationalsozialismus
- die Aktion „T4“
- Verbrechen der Zwangssterilisation
- der Kinder- und Jugend-„Euthanasie“ und der „Kinderfachabteilung“
- die „Dezentrale Euthanasie“
- die „Ausländersammelstelle“
- den Verbindungslinien zwischen Eugenik, „Euthanasie“ und dem Holocaust.

Die Arbeit der Gedenkstätte richtet sich an Schüler und Jugendliche in der schulischen und außerschulischen Bildung, an Auszubildende und das Personal von Krankenhäusern und Pflegeeinrichtungen, Menschen mit Behinderungen sowie Interessierte aller Art.